# Egressy út
Az Egressy út Budapest XIV. kerületének egyik főútvonala. A Stefánia út és a Szuglói körvasút sor között húzódik. Nevét 1879-ben kapta.

## Története
1879-ben kapta az Egressy út nevet, ekkor a VII. kerülethez tartozott, illetve a Nagy Lajos király útja (akkor Hajtsár út) és a városhatár között határút volt a X. kerülettel. Az utca névadója egyaránt lehet Egressy Béni (1814–1851) zeneszerző és testvére Egressy Gábor (1808–1866) színész is. Az egykori névadás kapcsán semmilyen utalás sincs arra, hogy az Egressy család melyik tagja a névadó. Az út mellett található Egressy teret 1901-ben nevezték el, mikor Egressy Béni halálának az ötvenedik évfordulójáról emlékeztek meg országszerte. Ez alapján a Zuglói Lexikon szerint Egressy Béni, de az Utcák, terek, emberek könyv szerint Egressy Gábor lehet a névadó. 1935. június 15-én az újonnan létrehozott XIV. kerület része lett. A Stefánia út és a Szuglói Körvasút sor között húzódó út Istvánmező, Törökőr, Kiszugló, Nagyzugló és Alsórákos városrészekhez tartozik.

### Híres lakói
- Fejérváry Erzsi (1890–1980) festő és keramikus (6.)[3]
- Körmendi-Frim Jenő (1886–1959) szobrász (6.)[3]

## Épületei
35-51. – Posta Járműtelep
A Magyar Posta 1910-ben vásárolta meg a telket, ahol 1928-ben került átadásra a járműtelepet, amely saját víz- és energiaellátással rendelkezett. Budapest ostromakor, 1945. január 8-án foglalták el a szovjet csapatok. 1954-ben önálló gazdálkodó szervezet lett a Postán belül. Itt forgatták 1982-ben a Dögkeselyű című film taxis üldözéses jelenetét.
69. – Hermann Ottó Általános Iskola
1911-ben épült Sebestyén Artúr tervei szerint. Kezdetekben elemi és polgári fiúiskola volt. 1990-ig Horváth Imre (1901–1958) kommunista politikus nevét viselte. 1993-ban vette fel Herman Ottó (1835–1914) nevét.
71. – Egressy Gábor Szakgimnázium
1902-ben épült Alpár Ignác tervei szerint az Országos Gyermekvédő Egyesület Otthona számára. 1906 és 1948 között leány polgári iskola, majd általános iskola, majd 1956. szeptember 1-jétől az Egressy Gábor Általános Gimnázium működött az épületben. 1962-ben született határozat alapján 1964–65-ben indult az első szakközépiskolai osztály és a gimnáziumi évfolyamok kivezetésre kerültek.
Napjainkban a Budapesti Műszaki Szakképzési Centrum Egressy Gábor Két Tanítási Nyelvű Szakgimnáziuma néven működik.
114-116. – XIV. Kerületi Hivatásos Tűzoltóparancsnokság
A tűzoltók 1939. május 15. óta használják az épületet.
178. – Paskál malom, -kút és strandfürdő
1745-ben már pesti tanácsülési jegyzőkönyv említi Paschgall György pékmester malmát, mely a Rákos-patak kis szigetén állt. A malom a 19. sz közepéig működhetett, majd különböző reszelőüzemek működtek az itteni épületekben. Az 1965-ben végzett mélyfúrás során 1400 m-es mélységben 71 fokos hőmérsékletű, heti 10 ezer m³ vízhozamú forrást találtak. 1968-ban a Fővárosi Fürdőigazgatóság megrendelésére gyógyüdülőt is magába foglaló terv készült. 1969-ben indult el az építkezés, de pénzhiány miatt csak az 1980-as évek végére került átadásra a mai termálstrand.

## Közlekedése
Az Egressy út Nagy Lajos király útja és Vezér utca közötti szakaszán közlekedett 1933-tól 1960-ig a 68-as és 1955-től 1979-ig a 64-es villamos. 1980. augusztus 2-án indult meg a 77-es trolibusz vonala. Jelenleg a Puskás Ferenc Stadion – metróállomásnál van ez egyik végállomása. A Stefánia útról fordul az Egressy útra, amelyen a Vezér utcáig halad majd a környező utcákat bekötve az Öv utca és az Egressy út találkozásánál van a másik végállomása.
Csomópontok
| #   | Kereszteződés                        | Közlekedési lámpa | BKK megállók | Keresztező BKK járatok |
| --- | ------------------------------------ | ----------------- | ------------ | ---------------------- |
| 1.  | Stefánia út                          | van               | 77           | 75                     |
| 2.  | Hungária körút                       | van               | 77           | 1, 1A 901, 918         |
| 3.  | Törökőr utca                         | nincs             | 77           |                        |
| 4.  | Báróczy utca – Posta Járműtelep      | nincs             | 77           |                        |
| 5.  | Róna utca                            | van               | 77           |                        |
| 6.  | Egressy tér – Nagy Lajos király útja | van               | 77           | 3, 62, 62A 32 907      |
| 7.  | Turán utca                           | nincs             | 77           |                        |
| 8.  | Vezér utca                           | van               | 77           | 82                     |
| 9.  | Miskolci utca                        | nincs             | 77           |                        |
| 10. | Rákosmezei tér – Cinkotai út         | nincs             | 77           |                        |
| 11. | Öv utca                              | nincs             | 77           |                        |